# Telekamery 2022
Telekamery 2022 – nagrody i nominacje 25. plebiscytu Telekamery „Tele Tygodnia” dla postaci i wydarzeń telewizyjnych związanych z 25-leciem nagród. Nominacje ogłoszono w styczniu 2022 roku. Nagrody zostały przyznane w 15 kategoriach. Gala odbyła się 31 maja 2022. Galę poprowadzili Katarzyna Zielińska i Kacper Kuszewski. Uroczystość była emitowana przez TV Puls.

## Nagrody i nominacje

### Prezenter informacji 25-lecia
- Anita Werner (TVN)

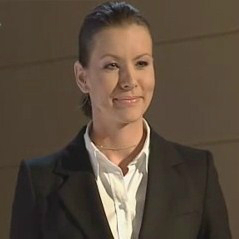
Anita Werner

### Dziennikarz sportowy 25-lecia
- Dariusz Szpakowski (TVP)

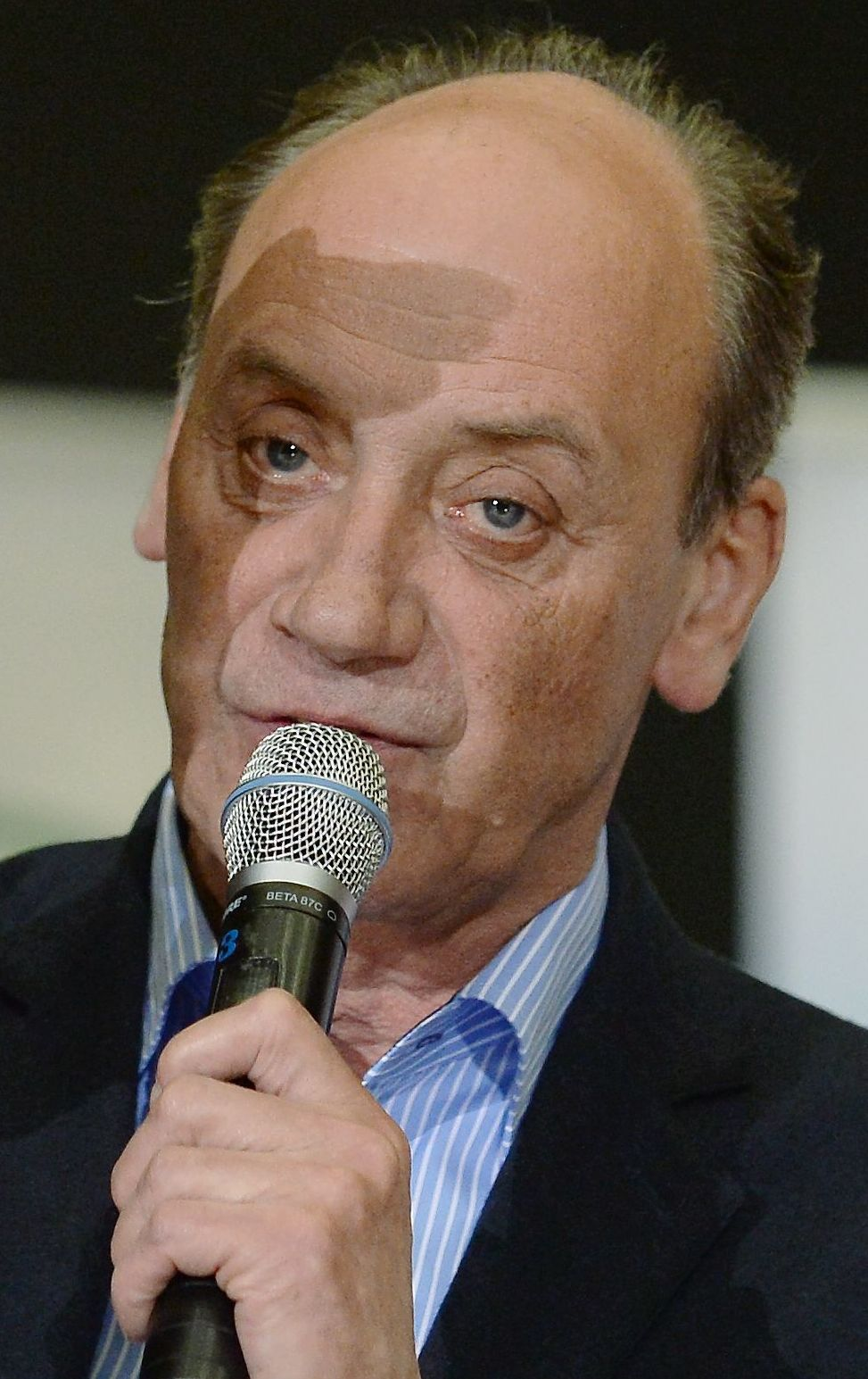
Dariusz Szpakowski

### Serial fabularno-dokumentalny 25-lecia
- Lombard. Życie pod zastaw (TV Puls)

### Człowiek Roku

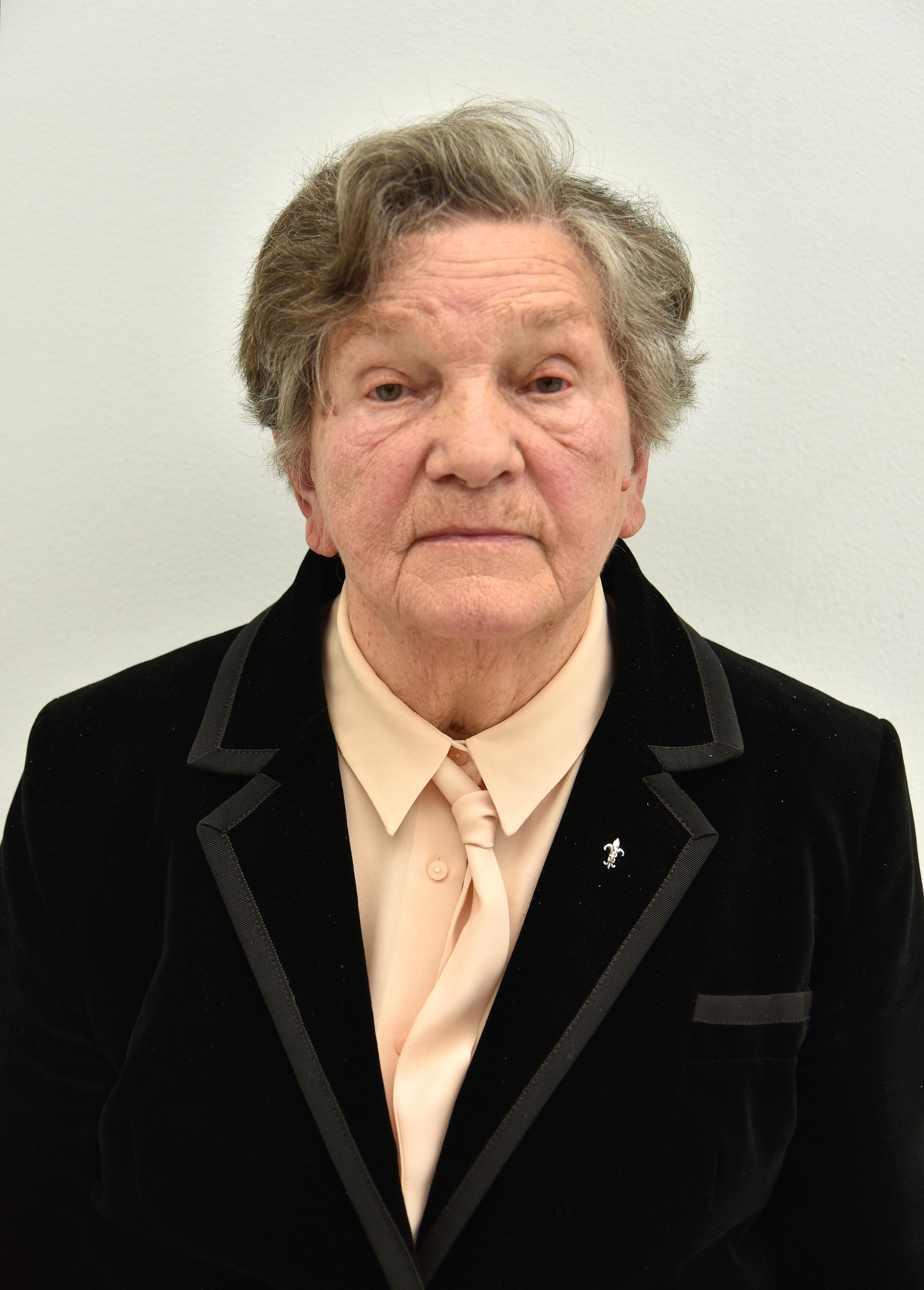
Wanda Traczyk-Stawska

- Wanda Traczyk-Stawska

### Juror 25-lecia
- Tomson i Baron (The Voice of Poland i The Voice Kids - TVP)

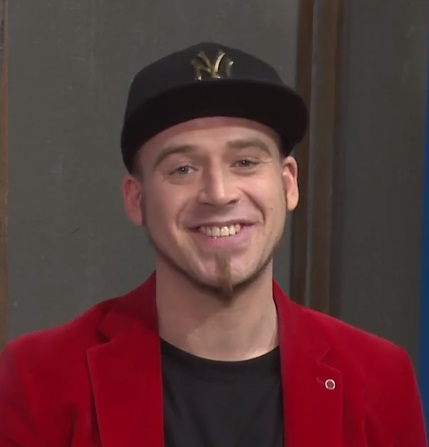
Tomson
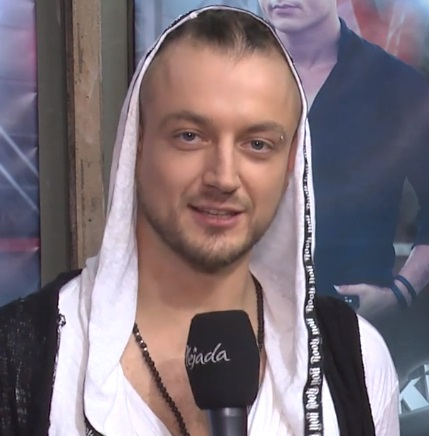
Baron

### Prezenter pogody 25-lecia
- Agnieszka Cegielska (TVN)

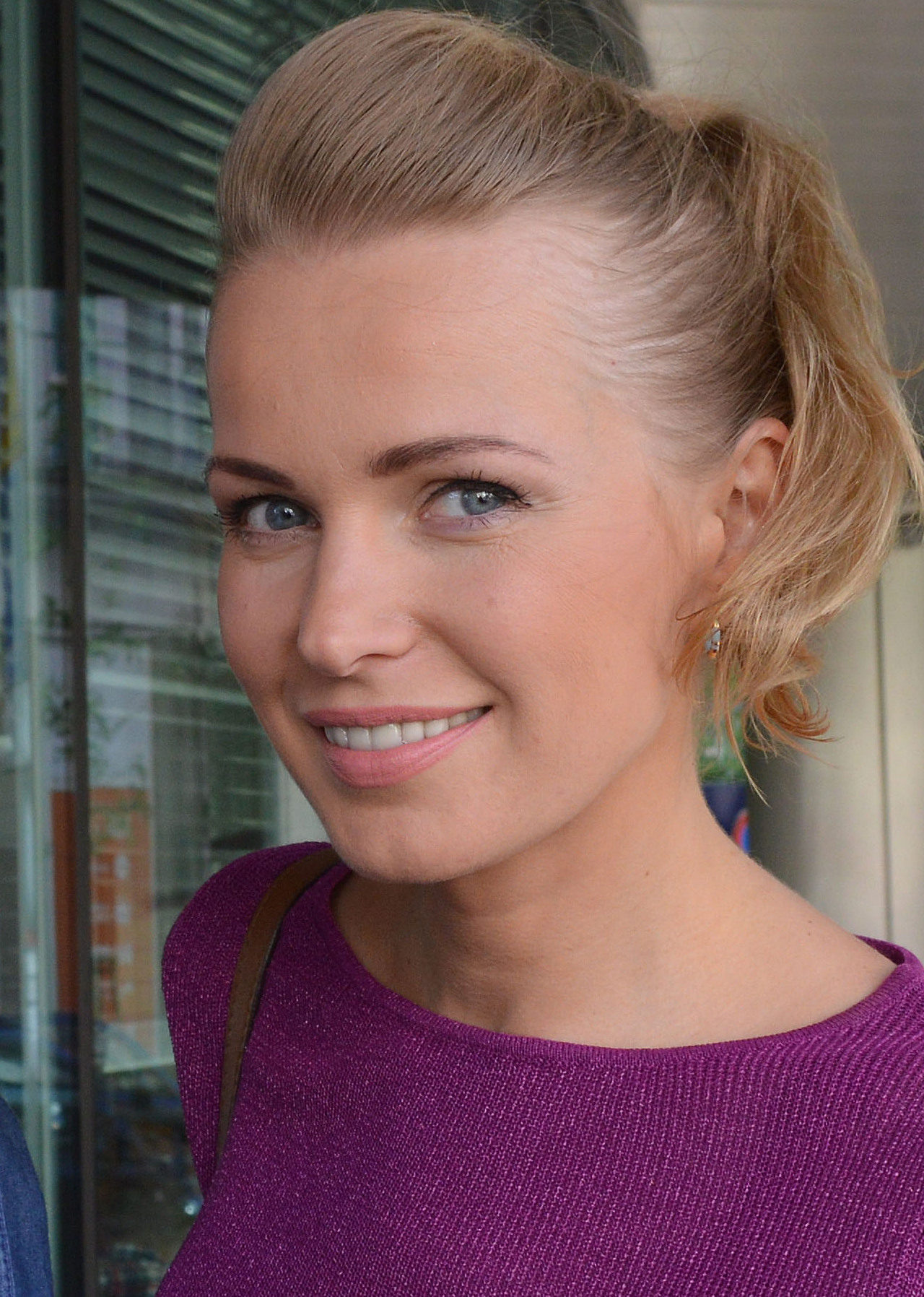
Agnieszka Cegielska

### Osobowość 25-lecia
- Tadeusz Sznuk (TVP)

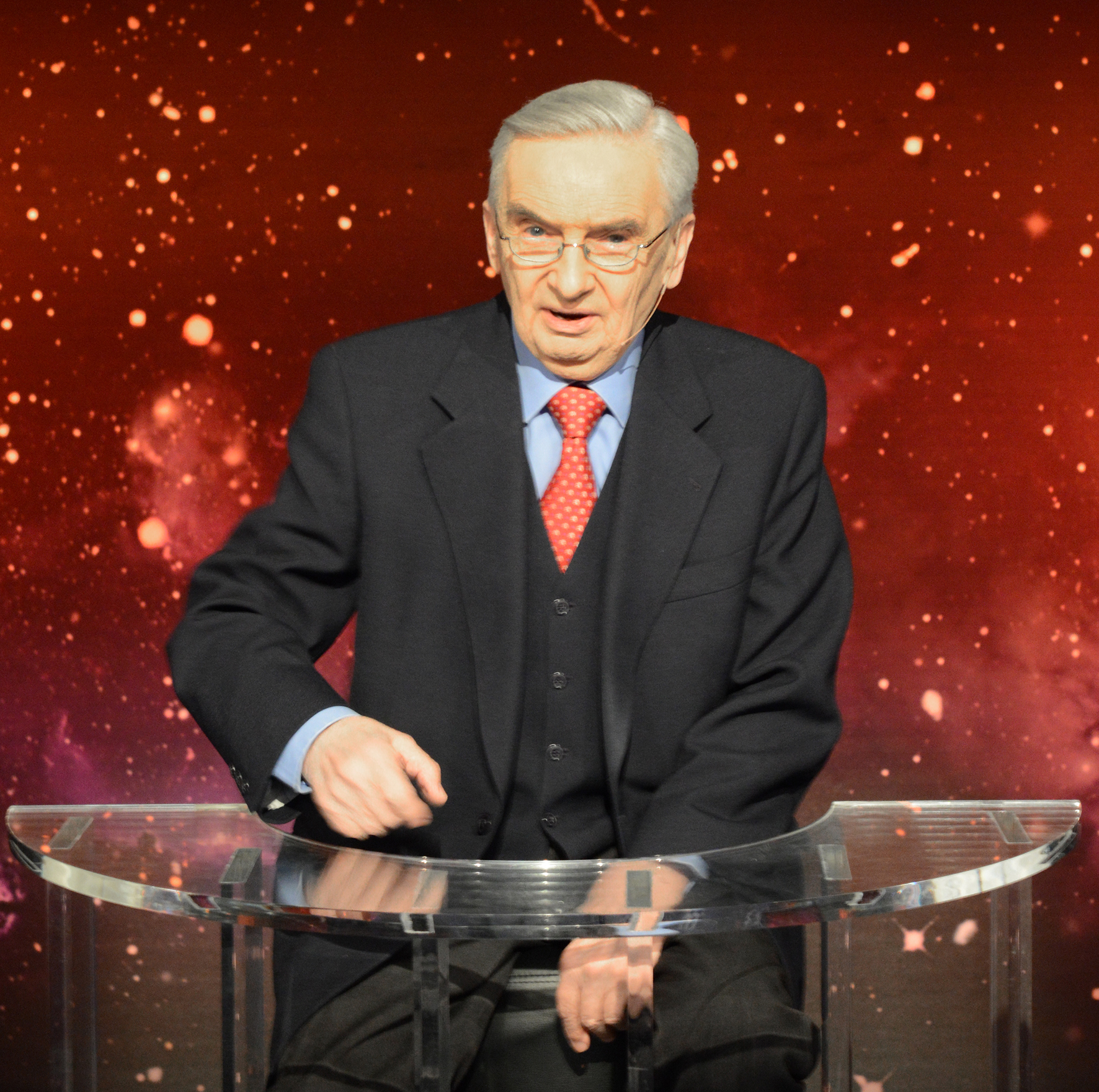
Tadeusz Sznuk

### Produkcja Roku
- Żeby nie było śladów

### Program rozrywkowy 25-lecia
- Rolnik szuka żony (TVP)

### Nagroda Specjalna TV Puls

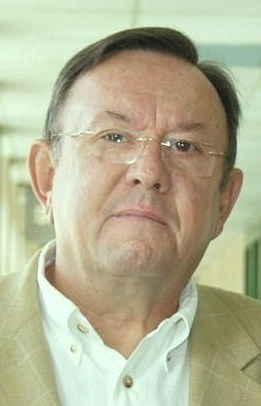
Zbigniew Buczkowski

- Zbigniew Buczkowski

### Dziennikarz publicystyczny 25-lecia
- Elżbieta Jaworowicz (TVP)

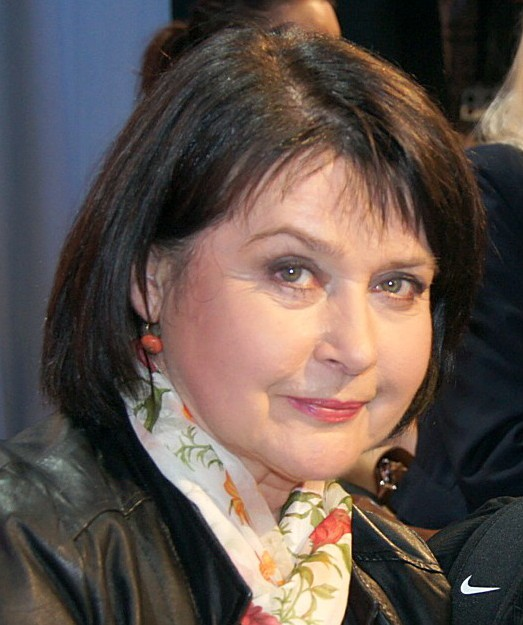
Elżbieta Jaworowicz

### Specjalne Telekamery

Kino Polska
TVP Kobieta

- Kino Polska
- TVP Kobieta

### Nagroda magazynu Netfilm
- Rojst'97 (Netflix)

### Serial 25-lecia
1. Ranczo (TVP)
2. M jak miłość (TVP)
3. Ojciec Mateusz (TVP)

### Kanał tematyczny 25-lecia

Polsat Sport

- Polsat Sport

### Aktor 25-lecia
1. Artur Żmijewski - Ojciec Mateusz (TVP)
2. Maciej Stuhr
3. Mikołaj Roznerski

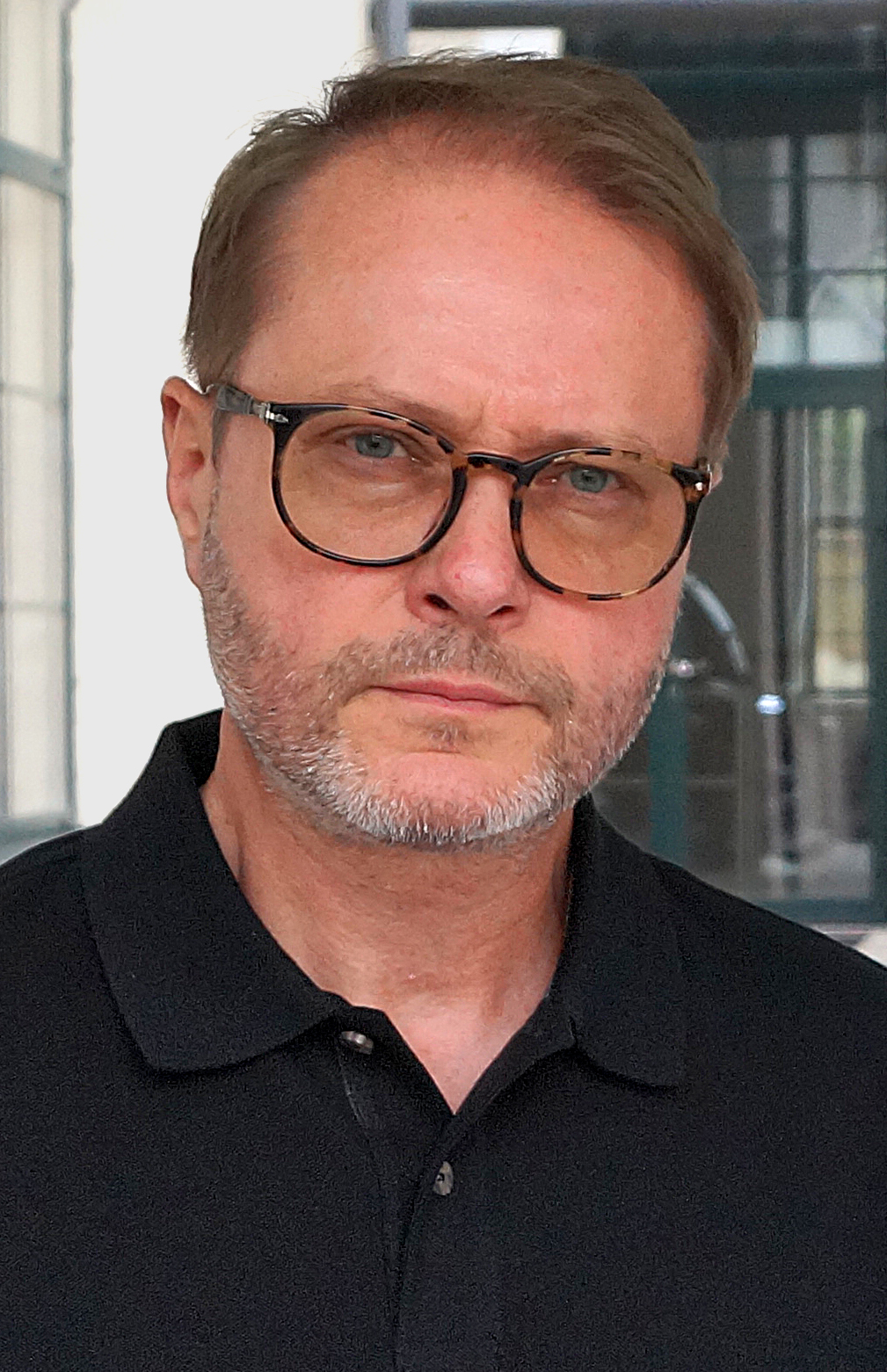
Artur Żmijewski
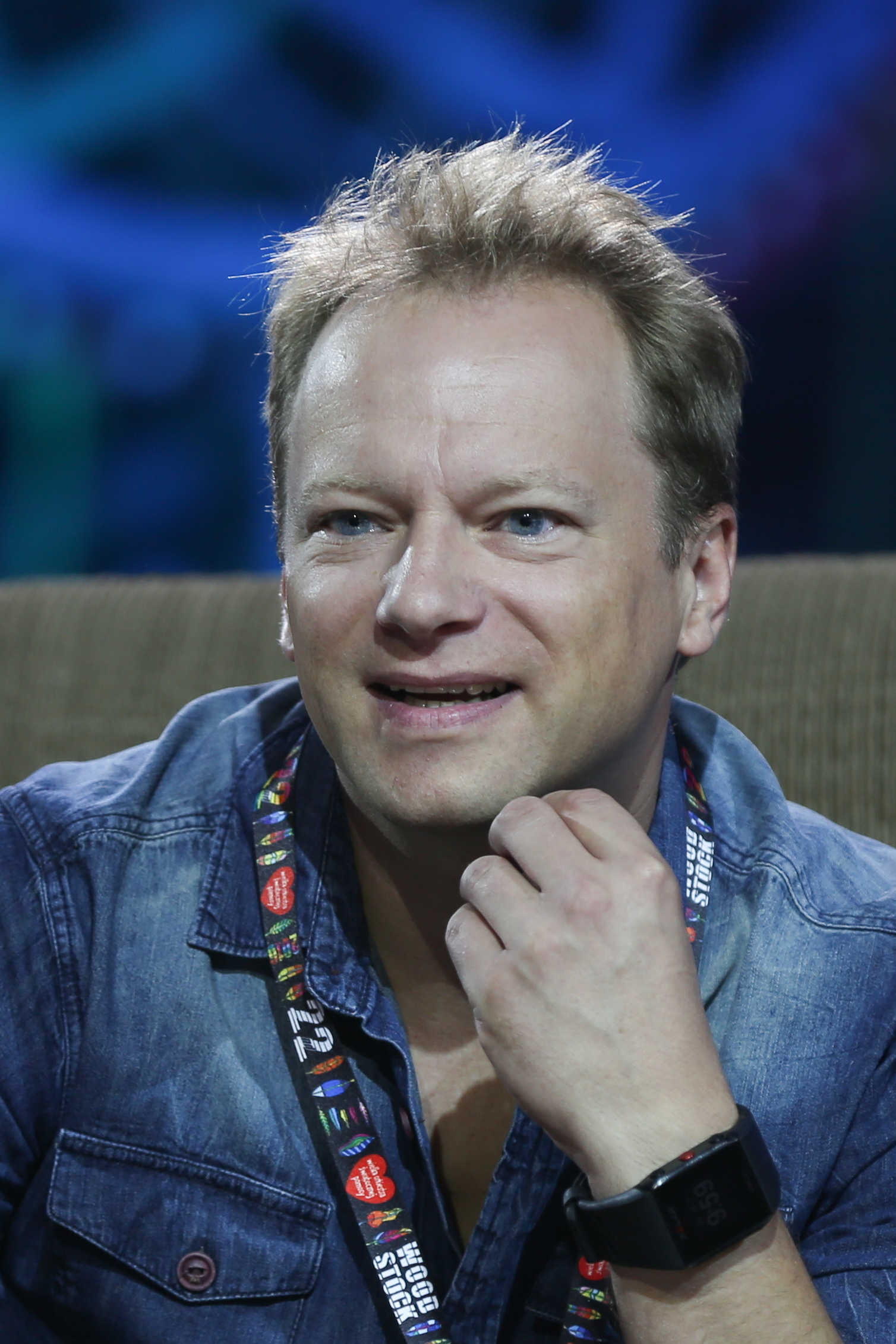
Maciej Stuhr
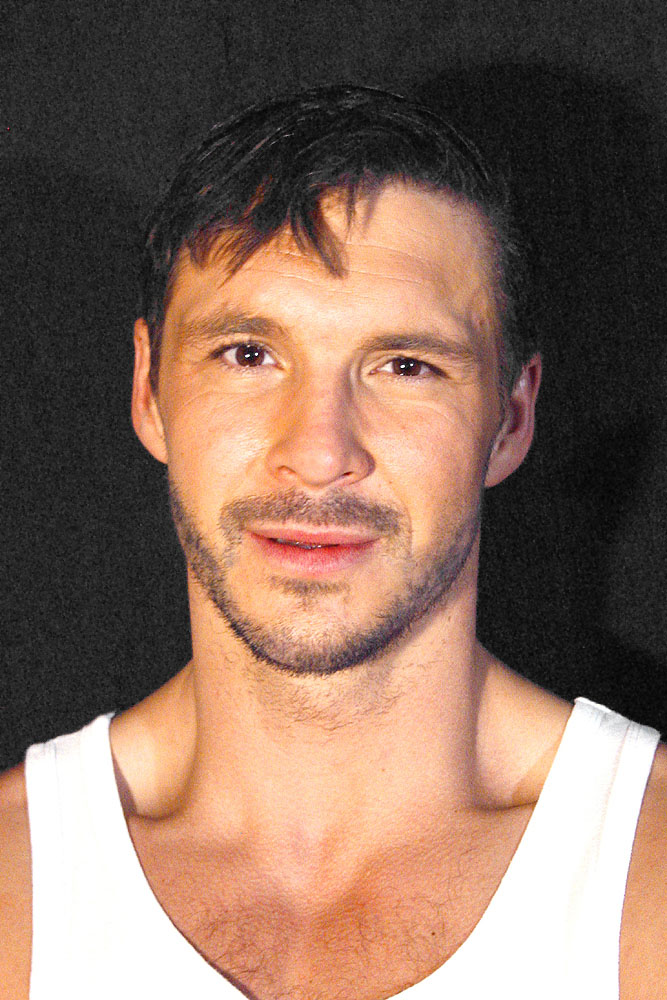
Mikołaj Roznerski

### Aktorka 25-lecia
1. Kinga Preis - Ojciec Mateusz (TVP)
2. Małgorzata Kożuchowska
3. Anna Seniuk

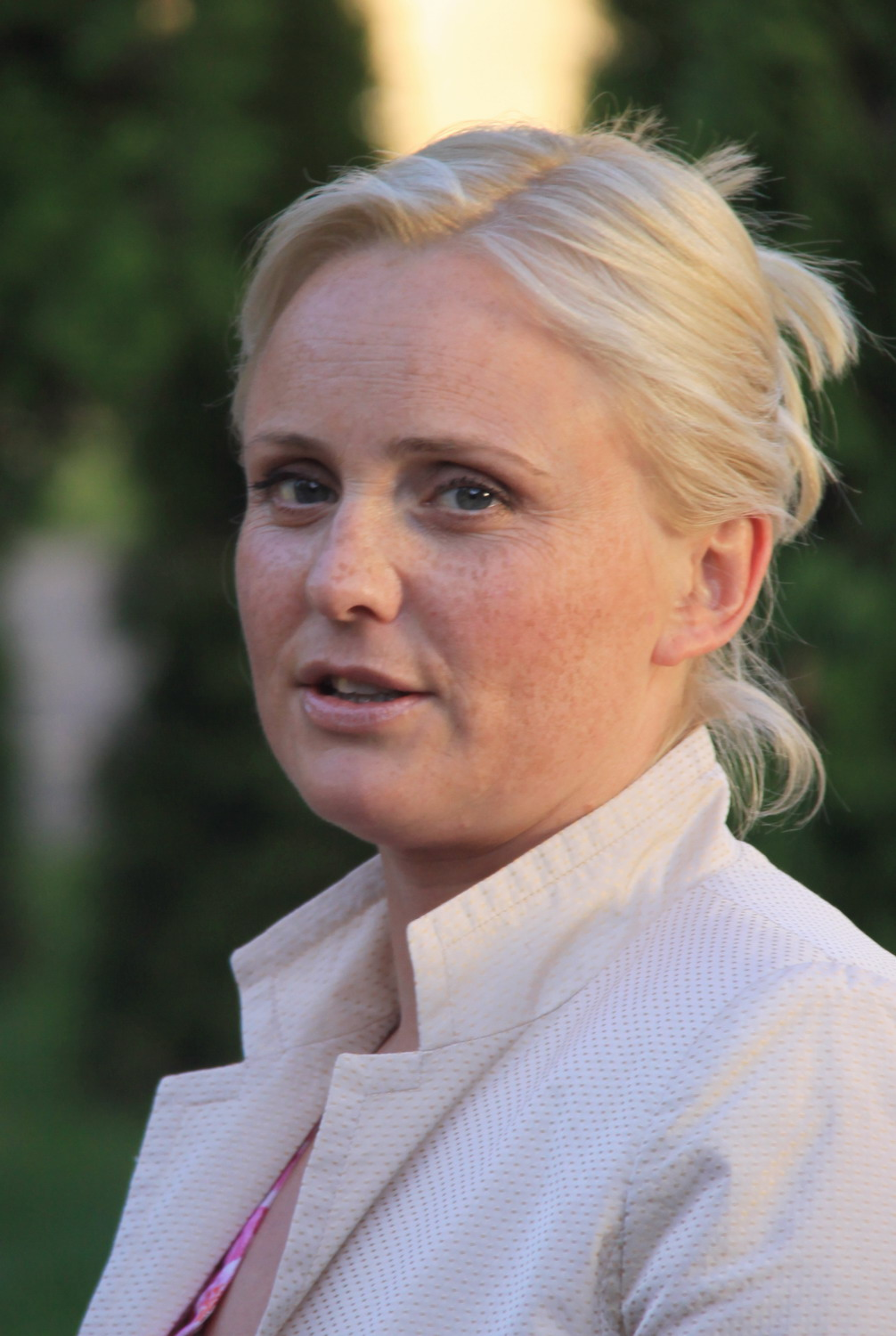
Kinga Preis
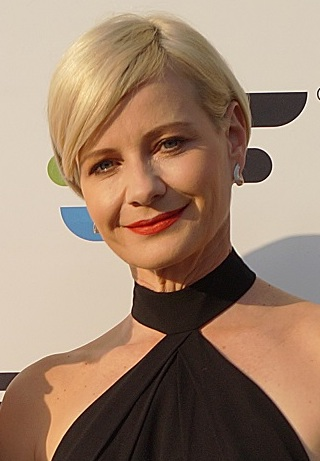
Małgorzata Kożuchowska
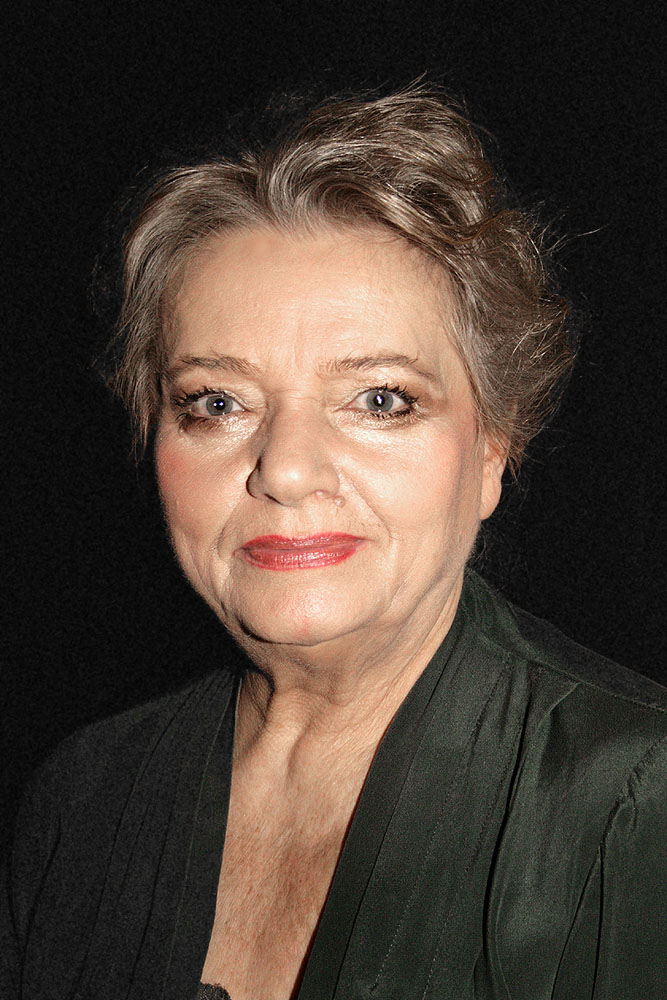
Anna Seniuk

## Złota Telekamera

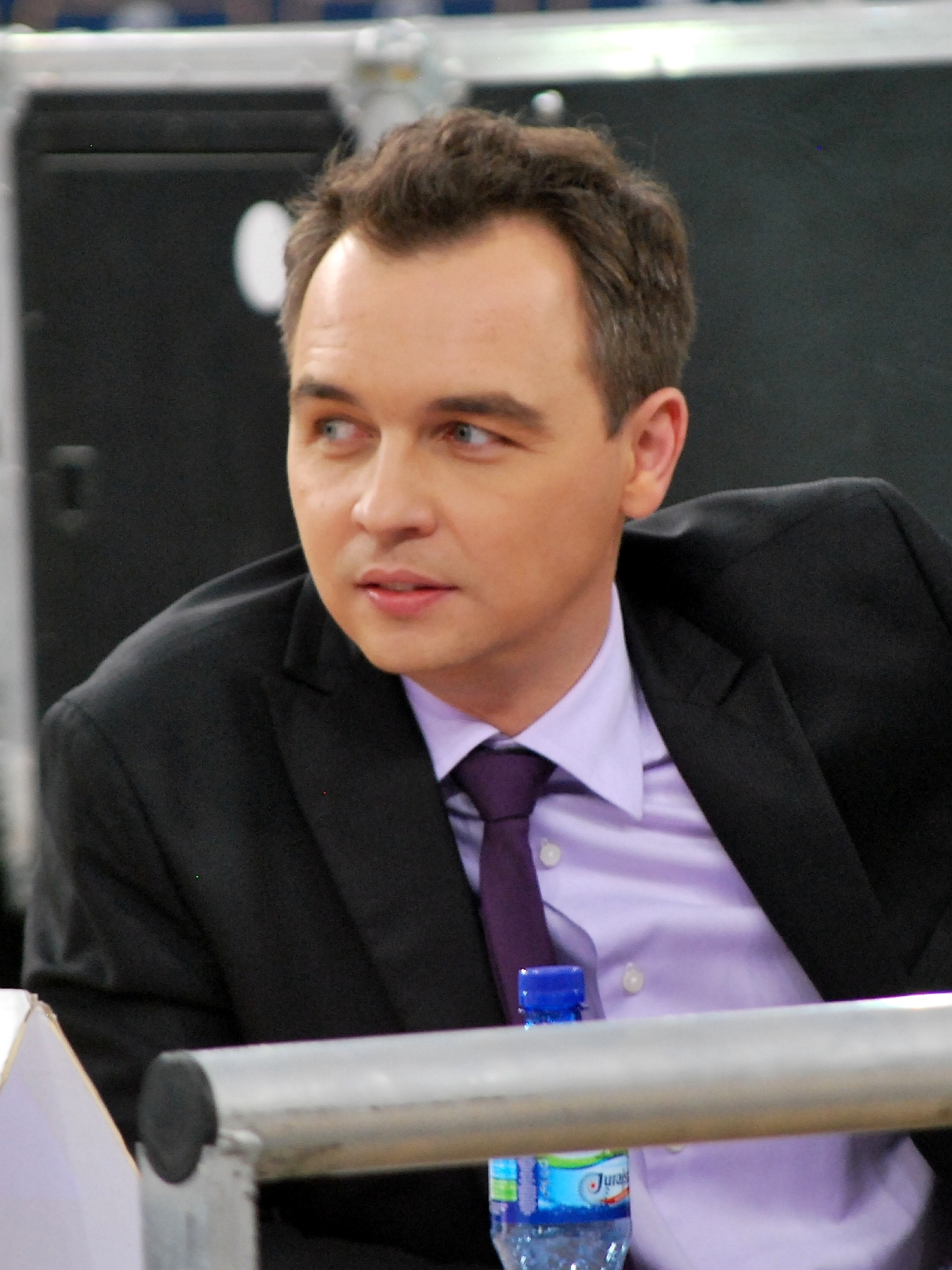
Jerzy Mielewski

- Jerzy Mielewski